# Tulsa Crude
Tulsa Crude var ett amerikanskt juniorishockeylag som var baserat i Tulsa, Oklahoma och spelade bara en säsong i United States Hockey League (USHL) mellan 2001 och 2002.
Laget i sig grundades 1962 i Waterloo, Iowa som Waterloo Black Hawks och var verksamma i USHL mellan 1962 och 1980. Under sommaren 1980 tog ägaren och tränaren Jack Barzee beslutet om att flytta Black Hawks till Dubuque, Iowa, för att bli Dubuque Fighting Saints. De första fem åren blev framgångsrika när de vann två Anderson Cup, som delas ut till det lag som vinner USHL:s grundserie, för säsongerna 1980-1981 och 1982-1983 och tre Clark Cup, som delas ut till det lag som vinner USHL:s slutspel, för säsongerna 1980-1981, 1982-1983 och 1984-1985. Laget var kvar i staden till och med 1 maj 2001 när Brian Gallagher, som var både ägare och tränare, valde att flytta Fighting Saints till Tulsa, Oklahoma i ett desperat försök att få bukt med de finansiella problem som laget drogs med. Gallagher motiverade flytten med skenade kostnader och dåligt publikunderlag. Det varade dock bara ett år i Tulsa innan Gallagher och nye delägaren Monte Miron var tvungna att slå igen verksamheten för gott och Crude gick i graven.